# Pustolovski turizem
Pustolovski turizem

Pustolovski (ekstremni) turizem velja za obliko turizma, ki vključuje potovanje v nevarne kraje ali sodelovanje v dejavnostih z določenim dejavnikom tveganja.
Pustolovski turisti imajo pogosto motivacijo za ekstremne načine potovanja, ki posameznikom omogočajo, da zapustijo območje udobja in vzpostavijo duševno stanje, za katero je značilna evforija. To lahko izkusimo z izvajanjem dejavnosti, ki zahtevajo napore ali vključujejo določeno stopnjo tveganja ali fizične nevarnosti.

## Ekstremni turizem in ekstremni športi
Ekstremni turizem dopolnjujejo ekstremni športi. Pridružuje se jim adrenalinski nalet, ki je nepogrešljiv element obeh konceptov, glavna razlika pa je v stopnji angažiranosti in strokovnosti.
Ekstremni turizem je postal priljubljen v devetdesetih letih dvajsetega stoletja kot rezultat promocije letnih ekstremnih športov The X games in televizijskega kanala Extreme Sports.
Na tradicionalnih športnih prireditvah, kot so X igre, postavljene so ovire, katerih se tekmovalci skušajo izogibat. Čeprav je mogoče ustvariti nadzorovano okolje, obstajajo tudi različni pogoji, kot so snežni pogoji, za deskarje ali različne vrste kamnin in ledu za tiste, ki plezajo

Priljubljene ekstremne dejavnosti: bungee jumping, kanjoning, jamsko potapljanje, plezanje po skalah, ekstremno smučanje, potapljanje na ledu, parkour, vkrcanje na vulkan, surfanje z velikimi valovi, gorsko plezanje...